# 条約・法律局 (タイ)
タイ王国外務省条約・法律局(タイ語:กรมสนธิสัญญาและกฎหมาย、英語：Department of Treaties and Legal Affairs）は、タイ王国内閣外務省の内部部局の一つ。

## 概要
タイ外務省条約・法律局は国際法、条約、国境関連の問題を所管する。さらに国際連合や国際機関などの国際法の傾向や進展に関する情報収集、研究、分析を行う。
主な事業は以下の通り。
1. 国際法および関連法にかかわる業務
2. 国際連合や国際機関などの国際法の傾向と推進に関する情報収集、研究、分析
3. タイ国境問題に関する業務
4. 条約の翻訳と調査
5. 条約に関する業務

## 下位組織
1. 総務課 （สำนักงานเลขานุการกรม）-局行政関連事務、予算、方針
2. 法律課 （กองกฎหมาย）-国際法および国際法のかかわる国内法に関する提言、国際法に関する国内法整備と省内外との調整、紛争解決や国際司法裁判所や仲裁裁判所への訴訟などを担当
3. 国境課（กองเขตแดน）-国境、領土にかかわる条約、書類、国境線の策定に関する提言、国境、領土問題にかかわる法律面での提言と交渉、国際裁判所への国境訴訟に関する業務を担当
4. 国際法推進課（กองพัฒนางานกฎหมายระหว่างประเทศ）-国際法の傾向と推進に関する情報の収集、研究、分析およびタイ王国への影響調査、条約と関連書類の翻訳、国際法に関する外交業務、国際組織に加盟するための国内法整備に関する立案、提言を担当
5. 条約課（กองสนธิสัญญา）-条約の立案および提言、条約の批准締結のための業務、国際条約上の紛争調停のための国内関連法の調整業務、条約の締結および遵守を担当

## 所在地
- バンコク　ラーチャテーウィー区 トゥンパヤータイ地区 シーアユタヤ通り443　シーアユタヤ・ビルディング （อาคารถนนศรีอยุธยา เลขที่ 443 ถนนศรีอยุธยา แขวงทุ่งพญาไท เขตราชเทวี　กรุงเทพมหานคร 10400）

## 関連事項
- 外務省